# Diapetimorpha carpocapsae
Diapetimorpha carpocapsae là một loài tò vò trong họ Ichneumonidae.